# Slowakische Badmintonmeisterschaft 1984
Die Slowakische Badmintonmeisterschaft 1984 war die 18. offizielle Auflage der Titelkämpfe im Badminton in der Slowakei. Sie fand vom 14. bis zum 15. April 1984 in Košice statt.

## Medaillengewinner
| Disziplin    | Gold                          | Silber                            | Bronze                           |
| ------------ | ----------------------------- | --------------------------------- | -------------------------------- |
| Herreneinzel | Juraj Lenárt                  | Dušan Mošon                       | Ľubomír Čechovský                |
| Herreneinzel | Juraj Lenárt                  | Dušan Mošon                       | Ľubomír Schmidtmayer             |
| Dameneinzel  | Anna Širillová                | Ľuba Hanzušová                    | Dagmar Horňáková                 |
| Dameneinzel  | Anna Širillová                | Ľuba Hanzušová                    | Katarína Auerová                 |
| Herrendoppel | Juraj Lenárt Dušan Mošon      | Ľubomír Schmidtmayer Štefan Vaško | Dušan Sládek Ľubomír Budinský    |
| Herrendoppel | Juraj Lenárt Dušan Mošon      | Ľubomír Schmidtmayer Štefan Vaško | Jaroslav Kozák Ľubomír Čechovský |
| Damendoppel  | Anna Širillová Ľuba Hanzušová | Katarína Auerová Dagmar Horňáková | Eva Matyusová Dana Očenášová     |
| Damendoppel  | Anna Širillová Ľuba Hanzušová | Katarína Auerová Dagmar Horňáková | Ľuba Sliacka Eva Lužáková        |
| Mixed        | Juraj Lenárt Eva Matyusová    | Ľubomír Schmidtmayer Ľuba Sliacka | Jaroslav Kozák Katarína Auerová  |
| Mixed        | Juraj Lenárt Eva Matyusová    | Ľubomír Schmidtmayer Ľuba Sliacka | Dušan Mošon Anna Širillová       |